# Ricardo de Montreuil
Ricardo de Montreuil, né le 17 mai 1974 à Lima au Pérou, est un cinéaste péruvien.

## Biographie
Ricardo de Montreuil a déjà fait ses premières armes aussi bien au cinéma, qu’à la télévision, en publicité ou en publications papier. Il entame sa carrière en tant que réalisateur et créatif senior sur la chaîne MTV pour l’Amérique latine, supervisant ainsi la conception des programmes diffusés sur cette partie du globe. En tant que réalisateur il a déjà obtenu le Prix de la créativité au Festival du cinéma de Paris ainsi qu’une Sélection du jury au Festival du film de Biarritz pour son court-métrage Amiga. Son premier long métrage, La Femme de mon frère, d’après le roman de l’auteur péruvien controversé Jaime Bayly, fut acheté par la Twentieth Century Fox pour une distribution étendue en Amérique latine et par Lions Gate Gate Films pour la distribution cinéma américaine, lui permettant ainsi de devenir l’un des plus grands succès du cinéma latin aux États-Unis.
Il réalise également des clips vidéos, notamment ceux d’Andrea Echeverri, Pastilina Mosh, et Nicole. Ricardo de Montreuil fut sélectionné deux fois au Festival du film South-by-South West d’Austin, Texas, pour le clip Vida de Nicole et Tus Alas Caerán de Campo de Almas. Le clip Peligroso Pop de Pastilina Mosh fut sélectionné au MTV VMALA 2003 en tant que meilleur clip alternatif. Il reçut également un certain nombre de prix pour ce qu’il a pu accomplir à la télévision.
La réalisation publicitaire a aussi beaucoup contribué à la carrière de Montreuil. Il s’est notamment impliqué dans une campagne nationale anti-tabac intitulée Truth et a réalisé plusieurs spots à l’initiative pro-sociale. Ricardo de Montreuil fut le premier réalisateur latin invité à participer à cette campagne. Mais ses spots s’étendent aussi bien à la promotion de grandes compagnies comme Coca-Cola, McDonald’s et MTV, ses publicités pour Hewlett Packard furent d’ailleurs sélectionnés au Festival international du film publicitaire - Cannes Lions.
De Montreuil est actuellement directeur de création pour lancer la nouvelle chaîne "Mun2", propriété de NBC Universal. Depuis sa prise de poste, la chaîne a connu une sérieuse hausse d’audience.

## Filmographie

### Films
- 2005 : La Femme de mon frère (La Mujer de mi hermano)
- 2009 : Máncora
- 2016 : Lowriders
- 2024 : Mistura

### Courts-métrages
- 2003 : Amiga
- 2010 : The Raven